# Mitteldeutsche Fußballmeisterschaft 1916/17
Die mitteldeutsche Fußballmeisterschaft 1916/17 des Verbandes Mitteldeutscher Ballspiel-Vereine war die 16. Spielzeit der mitteldeutschen Fußballmeisterschaft. Trotz des Ersten Weltkrieges fand in dieser Spielzeit ein regelmäßiger Spielbetrieb in den meisten Gauen statt. Durch ein 2:0-Erfolg über den SV Dresdner Fußballring wurde der Hallesche FC 1896 zum ersten Mal mitteldeutscher Fußballmeister. Die deutsche Fußballmeisterschaft fand jedoch kriegsbedingt erneut nicht statt.

## Modus
Die Vereine waren in der Saison 1916/17 in 23 Bezirke (Gaue) unterteilt, deren Sieger die mitteldeutsche Fußballmeisterschaft ausspielten. In einigen Gauen ruhte jedoch kriegsbedingt der Spielbetrieb. Die Sieger der Gaue Nordthüringen, Ostthüringen, Saale-Elster und Wartburg spielten zuerst die Thüringer Meisterschaft aus. Nur der Thüringer Fußballmeister durfte von diesen vier Vereinen an der mitteldeutschen Fußballendrunde teilnehmen. Aus den Gauen Mittelsachsen und Westthüringen nahm trotz Spielbetrieb kein Vertreter an der mitteldeutschen Fußballendrunde teil.
| Gau                 | Gaumeister                            |
| ------------------- | ------------------------------------- |
| Altmark             | Viktoria Stendal a                    |
| Anhalt              | FC Cöthen 02                          |
| Elbe/Elster         | kein Spielbetrieb                     |
| Erzgebirge          | kein Spielbetrieb                     |
| Göltzschtal         | kein Spielbetrieb                     |
| Grafschaft Mansfeld | VfB Eisleben                          |
| Harz                | FC Germania Halberstadt               |
| Kyffhäuser          | SV Wacker-Mars Nordhausen             |
| Mittelelbe          | SV Viktoria Magdeburg                 |
| Mittelsachsen       | FC 1912 Waldheim                      |
| Nordthüringen       | SC Erfurt                             |
| Nordwestsachsen     | FC Eintracht Leipzig                  |
| Oberlausitz         | SV Budissa Bautzen                    |
| Ostsachsen          | SV Dresdner Fußballring               |
| Ostthüringen        | 1. SV Jena                            |
| Saale               | Hallescher FC 1896                    |
| Saale-Elster        | FC Preußen Weißenfels                 |
| Südthüringen        | kein Spielbetrieb                     |
| Südwestsachsen      | Chemnitzer BC                         |
| Vogtland            | kein Spielbetrieb                     |
| Wartburg            | SV Wacker 07 Gotha                    |
| Westsachsen         | FC 02 Schedewitz                      |
| Westthüringen       | Fußball-Riege des TV Zella St. Blasii |

## Gau Altmark
Aus unbekannten Gründen nahm Herta Wittenberg an der mitteldeutschen Fußballendrunde teil.
| Pl. | Verein                            | Sp. | S | U | N | Tore    | Quote | Punkte |
| --- | --------------------------------- | --- | - | - | - | ------- | ----- | ------ |
| 1.  | Viktoria Stendal                  | 7   | 5 | 0 | 2 | 027:900 | 3,00  | 10:40  |
| 2.  | Saxonia Tangermünde               | 7   | 4 | 2 | 1 | 022:120 | 1,83  | 10:40  |
| 3.  | FC Hohenzollern Stendal           | 7   | 4 | 2 | 1 | 008:500 | 1,60  | 10:40  |
| 4.  | Herta Wittenberge                 | 7   | 4 | 1 | 2 | 014:100 | 1,40  | 09:50  |
| 5.  | FC Spartanus Rathenow             | 7   | 3 | 1 | 3 | 011:190 | 0,58  | 07:70  |
| 6.  | Minerva Wittenberge               | 7   | 1 | 2 | 4 | 009:900 | 1,00  | 04:10  |
| 7.  | FC Siegfried Wahrburg             | 7   | 1 | 2 | 4 | 008:200 | 0,40  | 04:10  |
| 8.  | RBC 1909 Rathenow                 | 7   | 0 | 2 | 5 | 005:200 | 0,25  | 02:12  |
| 9.  | FC Teutonia Osterburg-Neuendorf b | 0   | 0 | 0 | 0 | 000:000 | 1,00  | 0:0    |

## Gau Anhalt
Die Spiele FC Dellnau gegen Dessauer SV 98 und Germania Roßlau gegen FC Dessau 05 wurde als Niederlage für beide Mannschaften gewertet.
| Pl. | Verein             | Sp. | S  | U | N  | Tore    | Quote | Punkte |
| --- | ------------------ | --- | -- | - | -- | ------- | ----- | ------ |
| 1.  | FC Cöthen 02       | 18  | 17 | 1 | 0  | 084:200 | 4,20  | 35:10  |
| 2.  | Dessauer SV 98     | 18  | 13 | 1 | 4  | 048:300 | 1,60  | 27:90  |
| 3.  | FC 1915 Dellnau    | 17  | 12 | 0 | 5  | 044:260 | 1,69  | 24:10  |
| 4.  | 1. SC 1900 Zerbst  | 18  | 9  | 2 | 7  | 017:440 | 0,39  | 20:16  |
| 5.  | SC Dessau 1911     | 17  | 7  | 4 | 6  | 025:550 | 0,45  | 18:16  |
| 6.  | TC Cöthen          | 17  | 8  | 0 | 9  | 035:250 | 1,40  | 16:18  |
| 7.  | FC Dessau 05       | 18  | 5  | 1 | 12 | 012:270 | 0,44  | 11:25  |
| 8.  | Viktoria Zerbst    | 18  | 5  | 0 | 13 | 024:370 | 0,65  | 10:26  |
| 9.  | SV Hertha Zerbst   | 18  | 3  | 1 | 14 | 019:490 | 0,39  | 07:29  |
| 10. | SV Germania Roßlau | 17  | 1  | 2 | 14 | 026:210 | 1,24  | 04:30  |

## Gau Elbe-Elster
Im Gau Elbe-Elster fanden in dieser Saison keine Verbandsspiele statt.

## Gau Erzgebirge
Im Gau Erzgebirge fanden in dieser Saison keine Verbandsspiele statt.

## Gau Göltzschtal
Im Gau Göltzschtal fanden in dieser Saison keine Verbandsspiele statt.

## Gau Grafschaft Mansfeld
Die Vereine aus Sangerhausen wurden Ende November 1916 vom Gau Kyffhäuser in den Gau Grafschaft Mansfeld zugeteilt. Zur kommenden Spielzeit wurden die Gaue Grafschaft Mansfeld und Kyffhäuser zusammengelegt. Mehrere Partien wurden als Niederlage für beide teilnehmenden Mannschaften gewertet.
| Pl. | Verein                                 | Sp. | S  | U | N  | Tore    | Quote | Punkte |
| --- | -------------------------------------- | --- | -- | - | -- | ------- | ----- | ------ |
| 1.  | VfB Eisleben                           | 14  | 14 | 0 | 0  | 015:500 | 3,00  | 28:0   |
| 2.  | BSC 07 Sangerhausen (N)                | 11  | 8  | 0 | 3  | 009:400 | 2,25  | 16:60  |
| 3.  | FC Helvetia Eisleben                   | 13  | 7  | 0 | 6  | 019:000 | ∞     | 14:12  |
| 4.  | VfB Sangerhausen (N)                   | 11  | 6  | 0 | 5  | 004:170 | 0,24  | 12:10  |
| 5.  | FV Viktoria 1912 Klostermansfeld c (N) | 6   | 4  | 0 | 2  | 000:000 | 1,00  | 08:40  |
| 6.  | BSC Creisfeld c (N)                    | 7   | 4  | 0 | 3  | 000:000 | 1,00  | 08:60  |
| 7.  | FC Wacker Helbra d (N)                 | 14  | 2  | 0 | 12 | 003:120 | 0,25  | 04:24  |
| 8.  | FC Hohenzollern Helfta e (M)           | 14  | 0  | 0 | 14 | 002:600 | 0,33  | 0:28   |
| 9.  | FC Adler Eisleben f                    | 14  | 0  | 0 | 14 | 002:100 | 0,20  | 0:28   |

| (M) | Titelverteidiger Grafschaft Mansfeld |
| (N) | Aufsteiger                           |

## Gau Harz
Im Gau Harz wurde eine Herbst- und eine Frühjahrsrunde ausgespielt, beide gewann Germania Halberstadt. Im Sommer 1917 schloss sich der Nordharzer Rasensport-Verband dem Gau an, der Verband war vorher eine Abteilung im Norddeutschen Fußball-Verband (10. Bezirk).
| Pl. | Verein                      | Sp. | S | U | N | Tore    | Quote | Punkte |
| --- | --------------------------- | --- | - | - | - | ------- | ----- | ------ |
| 1.  | FC Germania Halberstadt (M) | 10  | 8 | 1 | 1 | 018:180 | 1,00  | 17:30  |
| 2.  | FC Teutonia Aschersleben    | 10  | 4 | 3 | 3 | 026:120 | 2,17  | 11:90  |
| 3.  | FC Viktoria Thale           | 10  | 4 | 3 | 3 | 006:110 | 0,55  | 11:90  |
| 4.  | FC Askania Aschersleben     | 10  | 3 | 4 | 3 | 013:110 | 1,18  | 10:10  |
| 5.  | Thaler FC 1904              | 10  | 4 | 1 | 5 | 014:900 | 1,56  | 09:11  |
| 6.  | FC Viktoria Wernigerode     | 10  | 1 | 0 | 9 | 003:190 | 0,16  | 02:18  |

| (M) | Titelverteidiger Harz |

| Pl. | Verein                    |
| --- | ------------------------- |
| 1.  | FC Germania Halberstadt   |
| 2.  | FC Askania Aschersleben   |
| 3.  | FC Teutonia Aschersleben  |
| 4.  | FC Viktoria Thale g       |
| 5.  | Thaler FC 1904 g          |
| 6.  | FC Viktoria Wernigerode h |

## Gau Kyffhäuser
Aus dem Gau Kyffhäuser ist nur der Sieger der 1. Klasse, SV Wacker-Mars Nordhausen, überliefert.

## Gau Mittelelbe
| Pl. | Verein                               | Sp. | S  | U | N | Tore    | Quote | Punkte |
| --- | ------------------------------------ | --- | -- | - | - | ------- | ----- | ------ |
| 1.  | SV Viktoria Magdeburg (M)            | 12  | 10 | 0 | 2 | 027:110 | 2,45  | 20:40  |
| 2.  | FuCC Cricket-Viktoria 1897 Magdeburg | 12  | 7  | 1 | 4 | 023:180 | 1,28  | 15:90  |
| 3.  | Magdeburger SC Preussen              | 12  | 7  | 1 | 4 | 027:280 | 0,96  | 15:90  |
| 4.  | SpVgg Magdeburg                      | 12  | 6  | 1 | 5 | 026:190 | 1,37  | 13:11  |
| 5.  | MFC Komet 1908 Magdeburg             | 12  | 4  | 1 | 7 | 021:220 | 0,95  | 09:15  |
| 6.  | Magdeburger SC                       | 12  | 3  | 1 | 8 | 015:240 | 0,63  | 07:17  |
| 7.  | FC Weitstoß Magdeburg                | 12  | 2  | 1 | 9 | 010:270 | 0,37  | 05:19  |
| 8.  | FC Eintracht Magdeburg i             | 0   | 0  | 0 | 0 | 000:000 | 1,00  | 0:0    |

| (M) | Titelverteidiger Mittelelbe |

## Gau Mittelsachsen
Der Gau Mittelsachsen wurde in einigen amtlichen Mitteilungen kurzfristig Gau Nordsachsen genannt. Der diesjährige Sieger nahm aus unbekannten Gründen nicht an der mitteldeutschen Fußballmeisterschaft teil, vermutlich, weil die Meisterschaftsentscheidung im Gau zu spät kam.
| Pl. | Verein                | Sp. | S | U | N | Tore    | Quote | Punkte |
| --- | --------------------- | --- | - | - | - | ------- | ----- | ------ |
| 1.  | FC 1912 Waldheim (N)  | 9   | 7 | 0 | 2 | 013:160 | 0,81  | 14:40  |
| 2.  | Riesaer SV            | 9   | 7 | 0 | 2 | 003:400 | 0,75  | 14:40  |
| 3.  | Döbelner SC 02        | 9   | 4 | 0 | 5 | 014:400 | 3,50  | 08:10  |
| 4.  | FA des RSV Waldheim   | 9   | 4 | 0 | 5 | 003:150 | 0,20  | 08:10  |
| 5.  | FC Wettin Riesa j (M) | 9   | 3 | 0 | 6 | 009:400 | 2,25  | 06:12  |
| 6.  | BC Hartha k (N)       | 5   | 0 | 0 | 5 | 010:900 | 1,11  | 0:10   |

| (M) | Titelverteidiger Mittelsachsen |
| (N) | Aufsteiger                     |

Entscheidungsspiel Platz 1
| Datum       |                  | Ergebnis  |            | Ort    |
| ----------- | ---------------- | --------- | ---------- | ------ |
| 6. Mai 1917 | FC 1912 Waldheim | 1:0 (1:0) | Riesaer SV | Döbeln |

## Gau Nordthüringen
| Pl. | Verein             | Sp. | S | U | N | Tore    | Quote | Punkte |
| --- | ------------------ | --- | - | - | - | ------- | ----- | ------ |
| 1.  | SC Erfurt          | 8   | 7 | 0 | 1 | 042:150 | 2,80  | 14:20  |
| 2.  | FC Borussia Erfurt | 8   | 7 | 0 | 1 | 028:120 | 2,33  | 14:20  |
| 3.  | SpVgg Erfurt (M)   | 8   | 2 | 1 | 5 | 012:220 | 0,55  | 05:11  |
| 4.  | FC Saxonia Erfurt  | 8   | 2 | 0 | 6 | 008:410 | 0,20  | 04:12  |
| 5.  | VfB Erfurt         | 8   | 1 | 1 | 6 | 011:110 | 1,00  | 03:13  |

| (M) | Titelverteidiger Nordthüringen |

Entscheidungsspiel Platz 1
| Datum          |           | Ergebnis  |                    | Ort    |
| -------------- | --------- | --------- | ------------------ | ------ |
| 15. April 1917 | SC Erfurt | 3:2 (1:1) | FC Borussia Erfurt | Erfurt |

## Gau Nordwestsachsen
| Pl. | Verein                       | Sp. | S | U | N  | Tore    | Quote | Punkte |
| --- | ---------------------------- | --- | - | - | -- | ------- | ----- | ------ |
| 1.  | FC Eintracht Leipzig (MM, M) | 14  | 9 | 3 | 2  | 039:190 | 2,05  | 21:70  |
| 2.  | FC Fortuna Leipzig           | 14  | 9 | 2 | 3  | 050:280 | 1,79  | 20:80  |
| 3.  | VfB Leipzig                  | 14  | 9 | 2 | 3  | 026:120 | 2,17  | 20:80  |
| 4.  | SpVgg 1899 Leipzig-Lindenau  | 14  | 7 | 4 | 3  | 035:260 | 1,35  | 18:10  |
| 5.  | FC Sportfreunde Leipzig      | 14  | 7 | 1 | 6  | 030:300 | 1,00  | 15:13  |
| 6.  | Wacker Leipzig               | 14  | 3 | 4 | 7  | 027:290 | 0,93  | 10:18  |
| 7.  | Leipziger BC 1893            | 14  | 2 | 1 | 11 | 020:440 | 0,45  | 05:23  |
| 8.  | BV Olympia Leipzig           | 14  | 1 | 1 | 12 | 019:580 | 0,33  | 03:25  |

| (MM) | mitteldeutscher Titelverteidiger |
| (M)  | Titelverteidiger Nordwestsachsen |

## Gau Oberlausitz
| Pl. | Verein             | Sp. | S | U | N | Tore    | Quote | Punkte |
| --- | ------------------ | --- | - | - | - | ------- | ----- | ------ |
| 1.  | SV Budissa Bautzen | 4   | 4 | 0 | 0 | 019:100 | 1,90  | 08:0   |
| 2.  | Zittauer BC        | 3   | 1 | 0 | 2 | 011:100 | 1,10  | 02:40  |
| 3.  | SpVgg 1908 Bautzen | 3   | 0 | 0 | 3 | 008:180 | 0,44  | 0:60   |

## Gau Ostsachsen
Die diesjährige 1. Klasse war in zwei Abteilungen unterteilt, die jeweils zwei bestplatzierten Vereine der beiden Abteilungen sollten in einer Endrunde den Kriegsmeister ausspielen. Auf einer Gau-Ausschuss-Sitzung Mitte März 1917 wurde jedoch beschlossen, dass nur die beiden Gruppensieger ein Finale um die Gaumeisterschaft austragen.

### Abteilung A
| Pl. | Verein                      | Sp. | S | U | N | Tore    | Quote | Punkte |
| --- | --------------------------- | --- | - | - | - | ------- | ----- | ------ |
| 1.  | SV Dresdner Fußballring (M) | 10  | 8 | 1 | 1 | 031:110 | 2,82  | 17:30  |
| 2.  | Dresdner SC                 | 10  | 8 | 1 | 1 | 025:130 | 1,92  | 17:30  |
| 3.  | VfR Habsburg Dresden        | 10  | 4 | 2 | 4 | 019:240 | 0,79  | 10:10  |
| 4.  | VfB 1903 Dresden            | 10  | 1 | 5 | 4 | 017:250 | 0,68  | 07:13  |
| 5.  | Dresdensia Dresden          | 10  | 2 | 1 | 7 | 014:180 | 0,78  | 05:15  |
| 6.  | BC Sportlust Dresden        | 10  | 1 | 2 | 7 | 009:240 | 0,38  | 04:16  |

| (M) | Titelverteidiger Ostsachsen |

Entscheidungsspiel Platz 1
| Datum         |                         | Ergebnis |             | Ort                         |
| ------------- | ----------------------- | -------- | ----------- | --------------------------- |
| 1. April 1917 | SV Dresdner Fußballring | 1:0      | Dresdner SC | Sportfreunde-Platz, Dresden |

### Abteilung B
| Pl. | Verein                 | Sp. | S | U | N | Tore    | Quote | Punkte |
| --- | ---------------------- | --- | - | - | - | ------- | ----- | ------ |
| 1.  | VfR 1908 Dresden (N)   | 8   | 6 | 1 | 1 | 026:900 | 2,89  | 13:30  |
| 2.  | Guts Muts Dresden      | 8   | 5 | 1 | 2 | 013:120 | 1,08  | 11:50  |
| 3.  | FC Brandenburg Dresden | 8   | 5 | 1 | 2 | 030:230 | 1,30  | 11:50  |
| 4.  | SpVgg 1905 Dresden     | 8   | 2 | 1 | 5 | 009:200 | 0,45  | 05:11  |
| 5.  | FV Sachsen Dresden     | 8   | 0 | 0 | 8 | 003:170 | 0,18  | 0:16   |
| 6.  | Dresdner FC 1893 l     | 0   | 0 | 0 | 0 | 000:000 | 1,00  | 0:0    |

| (N) | Aufsteiger |

### Finale Ostsachsen
| Datum          |                                              | Ergebnis  |                                       | Ort                |
| -------------- | -------------------------------------------- | --------- | ------------------------------------- | ------------------ |
| 15. April 1917 | SV Dresdner Fußballring (Sieger Abteilung A) | 2:0 (0:0) | VfR 1908 Dresden (Sieger Abteilung B) | VfB-Platz, Dresden |

## Gau Ostthüringen
| Pl. | Verein               | Sp. | S | U | N | Tore    | Quote | Punkte |
| --- | -------------------- | --- | - | - | - | ------- | ----- | ------ |
| 1.  | 1. SV Jena m         | 6   | 5 | 0 | 1 | 033:300 | 11,00 | 10:20  |
| 2.  | SC 1903 Weimar (M)   | 6   | 4 | 0 | 2 | 025:180 | 1,39  | 08:40  |
| 3.  | SC 1904 Gera         | 6   | 1 | 1 | 4 | 006:190 | 0,32  | 03:90  |
| 4.  | FV Saalfeld von 1906 | 6   | 1 | 1 | 4 | 008:320 | 0,25  | 03:90  |

| (M) | Titelverteidiger Ostthüringen |

## Gau Saale
| Pl. | Verein                | Sp. | S  | U | N  | Tore    | Quote | Punkte |
| --- | --------------------- | --- | -- | - | -- | ------- | ----- | ------ |
| 1.  | Hallescher FC 1896    | 14  | 14 | 0 | 0  | 071:900 | 7,89  | 28:0   |
| 2.  | Sportfreunde Halle    | 14  | 8  | 2 | 4  | 050:230 | 2,17  | 18:10  |
| 3.  | FC Hohenzollern Halle | 14  | 8  | 2 | 4  | 046:280 | 1,64  | 18:10  |
| 4.  | Borussia Halle (M)    | 14  | 7  | 2 | 5  | 035:320 | 1,09  | 16:12  |
| 5.  | FC Wacker Halle       | 14  | 5  | 3 | 6  | 041:370 | 1,11  | 13:15  |
| 6.  | FK Minerva Halle      | 14  | 4  | 1 | 9  | 017:420 | 0,40  | 09:19  |
| 7.  | VfB Merseburg (N)     | 14  | 4  | 0 | 10 | 023:470 | 0,49  | 08:20  |
| 8.  | FC Preußen Merseburg  | 14  | 0  | 2 | 12 | 010:750 | 0,13  | 02:26  |

| (M) | Titelverteidiger Saale |
| (N) | Aufsteiger             |

## Gau Saale-Elster
Das Spiel Naumburger SV Hohenzollern gegen den Zeitzer BC wurde als Niederlage für beide Mannschaften gewertet.
| Pl. | Verein                         | Sp. | S | U | N | Tore    | Quote | Punkte |
| --- | ------------------------------ | --- | - | - | - | ------- | ----- | ------ |
| 1.  | FC Preußen Weißenfels          | 10  | 9 | 1 | 0 | 033:100 | 3,30  | 19:10  |
| 2.  | Naumburger SV Hohenzollern (M) | 10  | 7 | 1 | 2 | 020:900 | 2,22  | 15:50  |
| 3.  | TV Lion Weißenfels             | 10  | 4 | 1 | 5 | 012:220 | 0,55  | 09:11  |
| 4.  | SpVgg Zeitz 1910               | 10  | 3 | 1 | 6 | 009:300 | 0,30  | 07:13  |
| 5.  | Zeitzer BC 03 n                | 10  | 3 | 0 | 7 | 005:200 | 2,50  | 06:14  |
| 6.  | SV Hohenzollern Weißenfels o   | 10  | 1 | 0 | 9 | 007:130 | 0,54  | 02:18  |

| (M) | Titelverteidiger Saale-Elster |
| (N) | Aufsteiger                    |

## Gau Südthüringen
Im Gau Südthüringen fanden in dieser Saison keine Verbandsspiele statt.

## Gau Südwestsachsen
Die Spiele Hohenzollern Chemnitz gegen Chemnitzer BC und Sturm Chemnitz gegen Hellas Chemnitz wurden als Niederlage für beide Mannschaften gewertet.
| Pl. | Verein                    | Sp. | S | U | N | Tore    | Quote | Punkte |
| --- | ------------------------- | --- | - | - | - | ------- | ----- | ------ |
| 1.  | Chemnitzer BC             | 10  | 8 | 0 | 2 | 039:120 | 3,25  | 16:40  |
| 2.  | FC Hohenzollern Chemnitz  | 10  | 6 | 1 | 3 | 013:700 | 1,86  | 13:70  |
| 3.  | SV Sturm Chemnitz         | 10  | 5 | 1 | 4 | 025:130 | 1,92  | 11:90  |
| 4.  | SV Teutonia 1901 Chemnitz | 10  | 4 | 0 | 6 | 015:190 | 0,79  | 08:12  |
| 5.  | Mittweidaer FC 1899 p (M) | 10  | 2 | 0 | 8 | 007:140 | 0,50  | 04:16  |
| 6.  | FC Hellas Chemnitz        | 10  | 2 | 0 | 8 | 006:400 | 0,15  | 04:16  |

| (M) | Titelverteidiger Südwestsachsen |

## Gau Vogtland
Die Verbandsspiele im Gau Vogtland sollten ursprünglich am 19. November 1916 beginnen. In einer Gau-Ausschuss-Sitzung am 25. November 1916 wurde beschlossen, die Meisterschaft zu verschieben und erst ab 7. Januar 1917 zu beginnen. Als Grund wurde die fortgesetzte Einberufung der Spieler in den Militärdienst angegeben. Ob die Meisterschaft überhaupt ausgespielt wurde, ist nicht überliefert. Es nahm auch kein Verein aus dem Gau Vogtland an der diesjährigen mitteldeutschen Fußballendrunde teil. Folgende Mannschaften sollten in der 1. Klasse spielen: 1. Vogtländischer FC Plauen, FV Wettin Plauen, ATV Plauen, FC Sachsen Plauen und FV Concordia Plauen.

## Gau Wartburg
| Pl. | Verein                                         | Sp. | S  | U | N | Tore    | Quote | Punkte |
| --- | ---------------------------------------------- | --- | -- | - | - | ------- | ----- | ------ |
| 1.  | SV Wacker 07 Gotha (M)                         | 10  | 10 | 0 | 0 | 050:130 | 3,85  | 20:0   |
| 2.  | FC Sportfreunde im Jugendverein 1916 Gotha (N) | 9   | 5  | 0 | 4 | 022:150 | 1,47  | 10:80  |
| 3.  | FC Wacker 08 Ruhla q                           | 9   | 4  | 1 | 4 | 011:280 | 0,39  | 09:90  |
| 4.  | SV 01 Gotha r                                  | 10  | 3  | 0 | 7 | 014:100 | 1,40  | 06:14  |
| 5.  | SpVgg im TV 1860 Gotha                         | 8   | 3  | 0 | 5 | 012:250 | 0,48  | 06:10  |
| 6.  | SpVgg 1909 Eisenach                            | 10  | 2  | 1 | 7 | 008:260 | 0,31  | 05:15  |
| 7.  | FC Teutonia Mühlhausen s (N)                   | 0   | 0  | 0 | 0 | 000:000 | 1,00  | 0:0    |
| 8.  | BSC 1913 Ruhla p t                             | 0   | 0  | 0 | 0 | 000:000 | 1,00  | 0:0    |

## Gau Westsachsen
| Pl. | Verein                    | Sp. | S | U | N | Tore    | Quote | Punkte |
| --- | ------------------------- | --- | - | - | - | ------- | ----- | ------ |
| 1.  | FC 02 Schedewitz          | 10  | 8 | 0 | 2 | 019:700 | 2,71  | 16:40  |
| 2.  | FC Olympia Zwickau        | 10  | 7 | 0 | 3 | 026:110 | 2,36  | 14:60  |
| 3.  | SpVgg Meerane 1907        | 10  | 5 | 0 | 5 | 019:180 | 1,06  | 10:10  |
| 4.  | VfB Glauchau (M)          | 10  | 5 | 0 | 5 | 009:190 | 0,47  | 10:10  |
| 5.  | FC Sachsen 1906 Meerane u | 10  | 4 | 0 | 6 | 008:140 | 0,57  | 08:12  |
| 6.  | FC Sparta Altenburg v (N) | 10  | 1 | 0 | 9 | 001:130 | 0,08  | 02:18  |
| 7.  | Zwickauer SC              | 0   | 0 | 0 | 0 | 000:000 | 1,00  | 0:0    |

| (M) | Titelverteidiger Westsachsen |
| (N) | Aufsteiger                   |

## Gau Westthüringen
Aus unbekannten Gründen nahm kein Vertreter aus dem Gau Westthüringen an der diesjährigen mitteldeutschen Fußballendrunde teil.
| Pl. | Verein             | Sp. | S | U | N | Tore    | Quote | Punkte |
| --- | ------------------ | --- | - | - | - | ------- | ----- | ------ |
| 1.  | TV Zella           | 7   | 6 | 0 | 1 | 022:900 | 2,44  | 12:20  |
| 2.  | TV 09 Mehlis       | 2   | 1 | 0 | 1 | 005:800 | 0,63  | 02:20  |
| 3.  | SpVgg Suhl         | 1   | 0 | 0 | 1 | 001:500 | 0,20  | 0:20   |
| 4.  | FC Germania Mehlis | 2   | 0 | 0 | 2 | 002:500 | 0,40  | 0:40   |
| 5.  | FC Zella 05        | 2   | 0 | 0 | 2 | 001:400 | 0,25  | 0:40   |

## Thüringer Fußballmeisterschaft
Erstmals wurde in dieser Spielzeit in Thüringen eine separate Meisterschaft ausgespielt, zu der sich die Gaumeister der vier Thüringer Gaue Nordthüringen, Ostthüringen, Saale-Elster und Wartburg qualifizierten. Nur der Gewinner dieser Meisterschaft qualifizierte sich für die mitteldeutsche Fußballendrunde.
Halbfinale
| Datum          |                                      | Ergebnis |                                                 | Ort    |
| -------------- | ------------------------------------ | -------- | ----------------------------------------------- | ------ |
| 29. April 1917 | SC Erfurt (Sieger Gau Nordthüringen) | 5:2      | FC Preußen Weißenfels (Sieger Gau Saale-Elster) | Jena   |
| 29. April 1917 | 1. SV Jena (Sieger Gau Ostthüringen) | 4:1      | SV Wacker Gotha (Sieger Gau Wartburg)           | Erfurt |

Finale
| Datum       |           | Ergebnis             |            | Ort                    |
| ----------- | --------- | -------------------- | ---------- | ---------------------- |
| 6. Mai 1917 | SC Erfurt | 2:1 n. V. (1:1, 0:0) | 1. SV Jena | Borussia-Platz, Erfurt |

## Mitteldeutsche Fußballendrunde
Die Meisterschaftsendrunde fand im K.-o.-System statt. Qualifiziert waren die Meister der einzelnen Gaue, ausgenommen Nordthüringen, Ostthüringen, Saale-Elster, Wartburg (spielten den Teilnehmer in der Thüringer Fußballmeisterschaft aus), sowie Mittelsachsen und Westthüringen. Da der Titelverteidiger Eintracht Leipzig gleichzeitig auch Gaumeister wurde, blieb der Platz des Titelverteidigers vakant.

### Vorrunde
| Datum |                                                 | Ergebnis |                                                   | Ort          |
| --- | ----------------------------------------------- | -------- | ------------------------------------------------- | ------------ |
| 6. Mai 1917 | SV Dresdner Fußballring (Sieger Gau Ostsachsen) | 7:0      | SV Budissa Bautzen (Sieger Gau Oberlausitz)       | Dresden      |
| 6. Mai 1917 | FC 02 Schedewitz (Sieger Gau Westsachsen)       | 1:5      | Chemnitzer BC (Sieger Gau Südwestsachsen)         | Zwickau      |
| 6. Mai 1917 | FC 1902 Cöthen (Sieger Gau Anhalt)              | 3:1      | FC Eintracht Leipzig (Sieger Gau Nordwestsachsen) | Dessau       |
| 6. Mai 1917 | Hertha Wittenberge (Teilnehmer Gau Altmark)     | 1:3      | SV Viktoria Magdeburg (Sieger Gau Mittelelbe)     | Stendal      |
| 6. Mai 1917 | Hallescher FC 1896 (Sieger Gau Saale)           | 6:0      | SV Wacker-Mars Nordhausen (Sieger Gau Kyffhäuser) | Halle        |
| 6. Mai 1917 | FC Germania Halberstadt (Sieger Gau Harz)       | w -:- w  | VfB Eisleben (Sieger Gau Grafschaft Mansfeld)     | Aschersleben |
| Der Thüringer Fußballmeister erhielt ein Freilos, da am selben Tag das Finale der Thüringer Fußballmeisterschaft ausgetragen wurde. In dieser setzte sich der SC Erfurt durch und durfte somit an der Zwischenrunde teilnehmen. |                                                 |          |                                                   |              |

### Zwischenrunde
| Datum                                     |                         | Ergebnis |                         | Ort         |
| ----------------------------------------- | ----------------------- | -------- | ----------------------- | ----------- |
| 13. Mai 1917                              | SV Viktoria Magdeburg   | 1:2      | FC 1902 Cöthen          | Magdeburg   |
| 13. Mai 1917                              | FC Germania Halberstadt | 00:12    | Hallescher FC 1896      | Halberstadt |
| 13. Mai 1917                              | Chemnitzer BC           | 2:7      | SV Dresdner Fußballring | Chemnitz    |
| Der SC Erfurt erhielt erneut ein Freilos. |                         |          |                         |             |

### Halbfinale
| Datum        |                    | Ergebnis  |                         | Ort     |
| ------------ | ------------------ | --------- | ----------------------- | ------- |
| 20. Mai 1917 | SC Erfurt          | 0:2 n. V. | SV Dresdner Fußballring | Leipzig |
| 20. Mai 1917 | Hallescher FC 1896 | 5:1       | FC 1902 Cöthen          | Halle   |

### Finale
| Paarung                 | SV Dresdner Fußballring – Hallescher FC 1896                                                                      |
| Ergebnis                | 0:2 (0:1) |
| Datum                   | 10. Juni 1917 |
| Stadion                 | Platz des Guts Muts Dresden, Dresden                                                                              |
| Zuschauer               | 2.000 |
| Schiedsrichter          | Chemnitz (Leipzig)                                                                                                |
| Tore                    | 0:1 Büttner (12.) 0:2 Mainz (88.)                                                                                 |
| SV Dresdner Fußballring | Frenzel – Zschärlich, Drechsel – Lehmann, Camillo Ugi, Thierbach – Graeff, Klaußnitzer, Klotzsche, Fiebig, Krause |
| Hallescher FC 1896      | Hensel – Hankel, Speyer – Erhardt, Karl Elstermann, Brügert – Dolle, Büttner, Mainz, Fritz Förderer, Benecke      |

Halle begann die Partie nervös, dennoch erzielte Büttner in der 12. Minute nach einem Zuspiel von Förderer den ersten Treffer. In Folge griff Dresden verstärkt an, doch der Hallesche Torwart Hensel hielt seinen Kasten sauber. Auch in der zweiten Halbzeit machte Dresden weiter Druck, doch die Abwehr Halles und Hensel konnten die Chancen vereiteln. Es entwickelte sich ein offenes Spiel und Halle gelang zwei Minuten vor Schluss der Treffer zum vorentscheidenden 2:0. Der Hallesche FC 1896 wurde somit erstmals mitteldeutscher Fußballmeister.